# Преображенський собор (Київ, Теремки)
Ставропігійний собор Преображення Господнього — чинний собор в місті Києві між житловими масивами Теремки-2. Збудований благодійним коштом. Парафія належить до Православної Церкви України. Архітектурний проєкт Вадима Жежеріна. Художнє рішення та всі мозаїки у храмі зроблено під керівництвом Юрія Шевченка. Громада собору зареєстрована як ставропігійна — це означає, що вона підпорядкована безпосередньо Предстоятелю Православної Церкви України митрополиту Епіфанію. Настоятель собору: митрополит Переяславський і Вишневський Олександр (Драбинко). Голова Парафіяльної ради собору — Ігор Лисов.

## Історія собору
Кам'яний храм на честь Преображення Господнього був закладений на свято Покрови Пресвятої Богородиці 2005 року як собор у складі Борисоглібського храмового комплексу УАПЦ (настоятель — протоієрей Юрій Бойко) біля житлового масива Теремки-2. Ініціатором будівництва храму був почесний президент компанії «Ліко-Холдинг» Ігор Лисов. Компанія «Ліко-Холдінг» виступила замовником будівельних робіт, які проводила дочірня підрядна організація «Ліко-Буд». Ігор Лисов став Головою Парафіяльної ради та ктитором храму.
У 2005 році нам із Ігорем Лисовим вдалося домовитися, його компанія зобов'язувалася звести духовно-релігійний комплекс за проектом Жежеріна. Лисов говорив, що має за честь допомагати автокефальній громаді, і будівництво почалося. Гроші на спорудження надходили від Лисова, із пожертв парафіян, із бюджету КМДА, Голосіївської адміністрації. Нам допомагали і відомі політики — депутат Сергій Головатий, а також В'ячеслав Кириленко, який саме в церкві Бориса і Гліба приймав хрещення. — Юрій Бойко, священик УАПЦ, настоятель парафії свв. Бориса і Гліба на Теремках-2

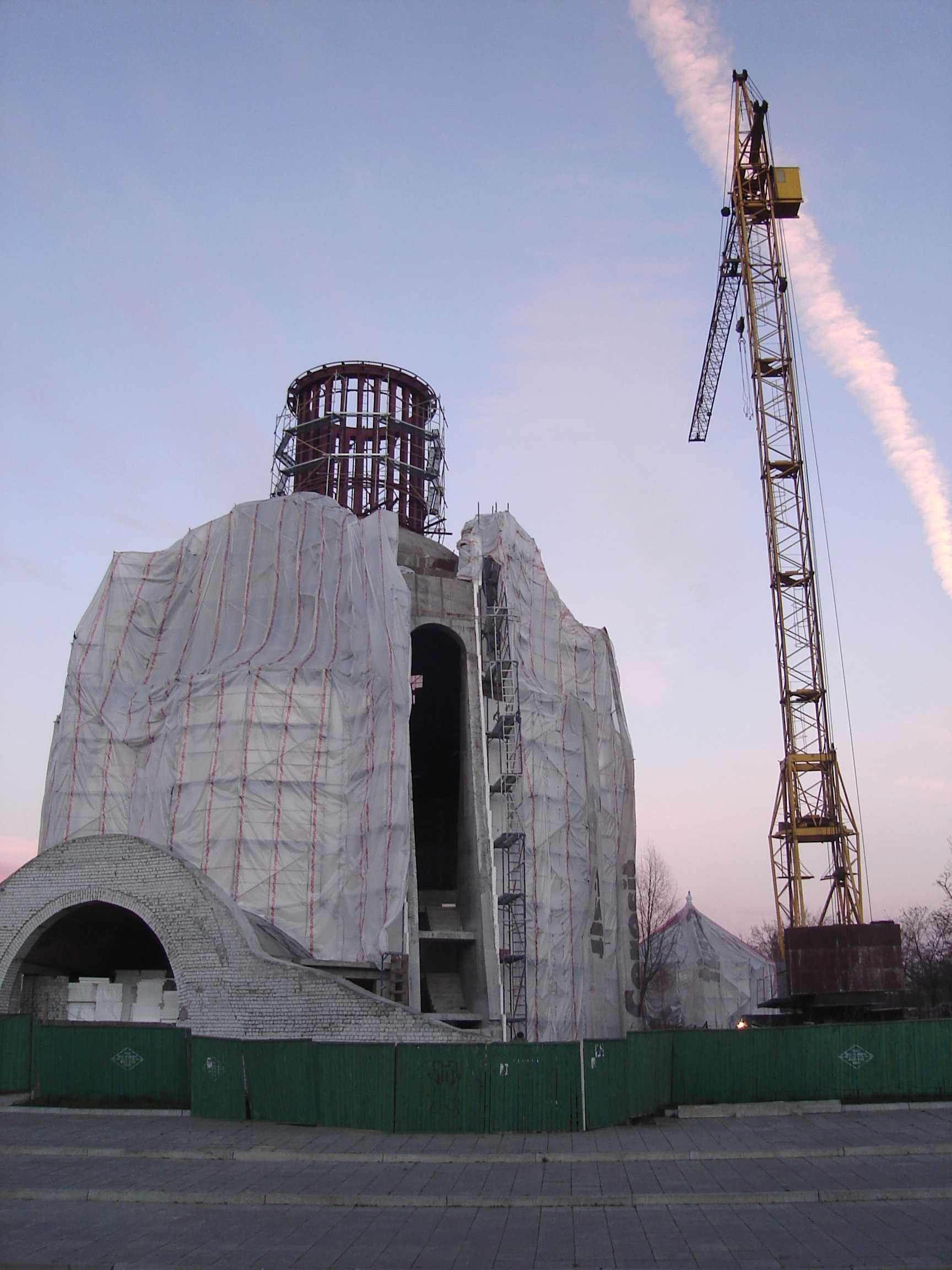
Будівництво Спасо-Преображенського собору на Теремках (2006)

У 2010 році громада на чолі з Ігорем Лисовимі зареєструвала статут Ставропігійної релігійної громади Української православної церкви Московського патріархата парафії Преображення Господнього. Голова громади Ігор Лисов запросив Предстоятеля УПЦ МП Митрополита Київського і всієї України Володимира (Сабодана) освятити собор. Храм був освячений 13 жовтня 2010 року Блаженнішим Митрополитом Володимиром. Перехід частини громади та передача храму від УАПЦ до УПЦ МП пройшли спокійно, без конфліктів.
Настоятелем собору став архієпископ (нині — митрополит Олександр (Драбинко)￼￼. Громада собору зареєстрована як ставропігійна, тобто не входить до структури благочинь міста Києва, але перебуває безпосередньо під опікою Блаженнішого Митрополита Київського і всієї України, Предстоятеля УПЦ МП.
Собор мальовничо розташований понад невеликим штучним озером у Єлизаветинському парку (витоки річки Нивка).
В оформленні сакральної будівлі заввишки 41,5 м, увінчаної позолоченою банею, застосовано осучаснені мотиви давньоруського зодчества (архітектор Вадим Жежерін). Стіни в інтер'єрі прикрашено монументальними мозаїчними композиціями, що їх виконав київський художник Юрій Левченко. Храм має найбільшу площу мозаїк в Києві.
Особливістю богослужінь у соборі є використання української мови. Українською написані біблійні тексти в оформленні інтер'єра.
Співає в соборі Архієрейський хор «Fresco Sonore» під управлінням заслуженого діяча мистецтв України Олександра Тарасенка.
Від 2012 року богослужіння з собору кожної неділі та на великі свята транслювалося наживо на національному супутниковому телеканалі UA: Перший та на сайті собору. Після зміни концепції каналу та перетворення його на канал UA: Крим трансляції богослужінь із собору проводяться на сайті, YouTube-каналі та Facebook-сторінці собору.
До Покрови 2012 року відбудовано та освячено дзвіницю біля собору. На дзвіниці встановлено карильйон на 56 дзвонів, що на сьогодні є найбільшим в Україні.
На Покрову 2015 року при соборі на першому поверсі дзвіниці відкрито Меморіальний музей Блаженнішого Митрополита Володимира. Серед експонатів музею представлені особисті речі Митрополита Володимира, в окремій залі відтворена обстановка його робочого кабінету. В музеї також облаштовано домовий храм з іконостасом із Свято-Миколаївської домової церкви при митрополичій резиденції у Києво-Печерській лаврі. Музей відкрито для відвідувачів щодня, крім понеділка, з 10:30 до 16:30, вхід вільний.
19 грудня 2018 в храмі було проведено літургію, на якій оголосили про перехід до Православної церкви України.
При соборі діють недільна школа для дітей, біблійний гурток для дорослих.
11 жовтня 2020 року предстоятель ПЦУ митрополит Епіфаній з нагоди 10-ліття освячення ставропігійного Спасо-Преображенського собору на столичних Теремках, вручив Ігорю Лисову церковну нагороду «Орден святителя Миколая Чудотворця». Голова Парафіяльної ради собору Ігор Лисов від імені громади висловив вдячність митрополиту Епіфанію за візит та духовну опіку й подарував панагію зі зображенням святителя Епіфанія Кіпрського. Митрополит Олександр (Драбинко) нагородив предстоятеля ПЦУ Хрестом із часточкою Животворчого Хреста.

## Святині
Святинями собору є ковчеги з частками мощей преподобних Печерських та святителя Луки Кримського, ікони з частками мощей святого Миколая Чудотворця, святого великомученика Пантелеймона, святої великомучениці Варвари, преподобного Серафима Саровського, ікона з реліквіями святої рівноапостольної Ніни, а також частка дуба Мамврійського й камінь з Афонської гори..

## Штат
Штат собору складається з чотирьох священників та двох дияконів:
- протоієрей Андрій Дудченко;
- протоієрей Миколай Тишкун;
- протоієрей Миколай Павленко;
- священник Ростислав Воробій;
- протодиякон Іван Гичун;
- протодиякон Дмитро Самойленко.

## Світлини

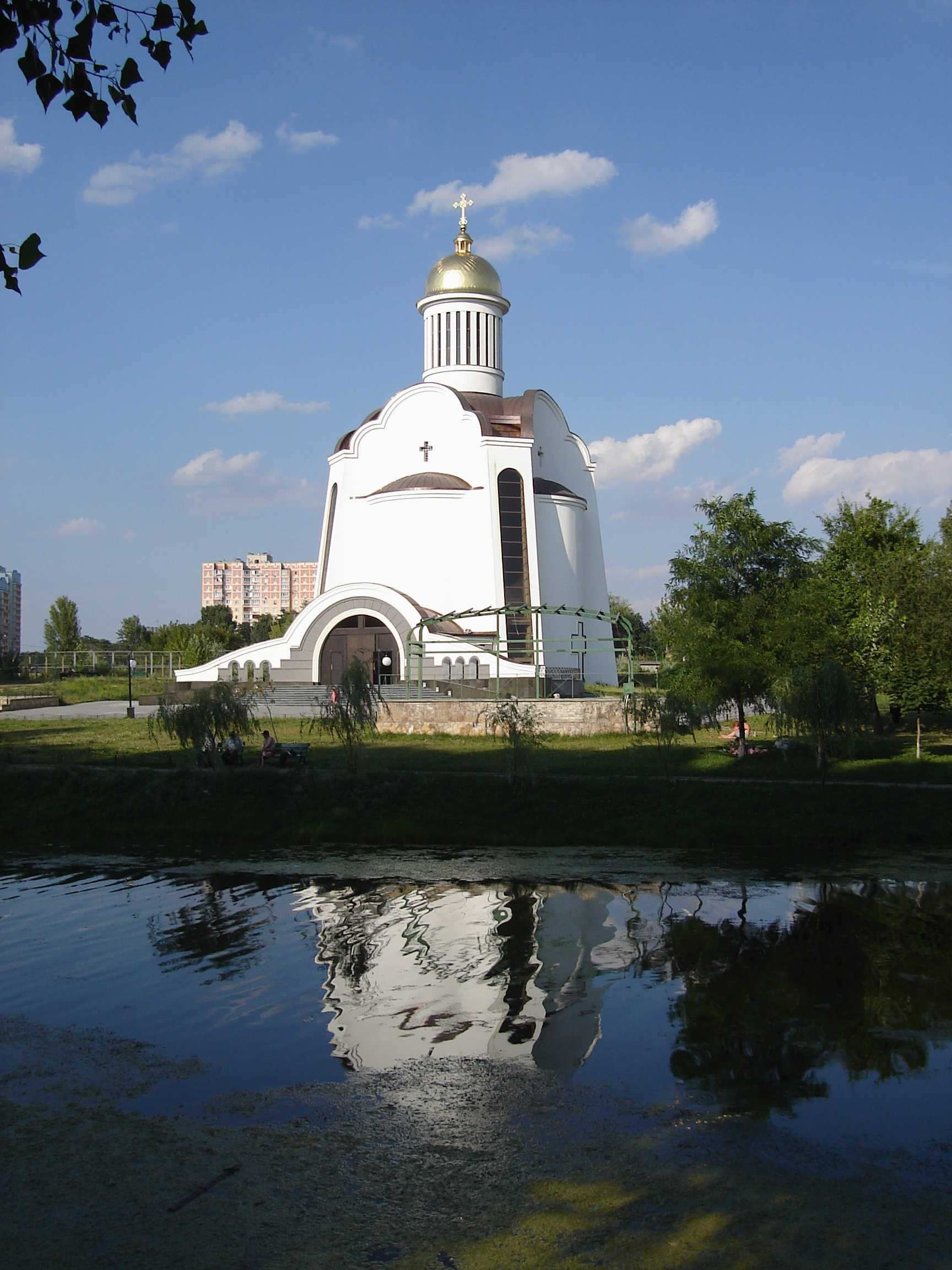
Спасо-Преображенський собор на Теремках. Загальний вигляд
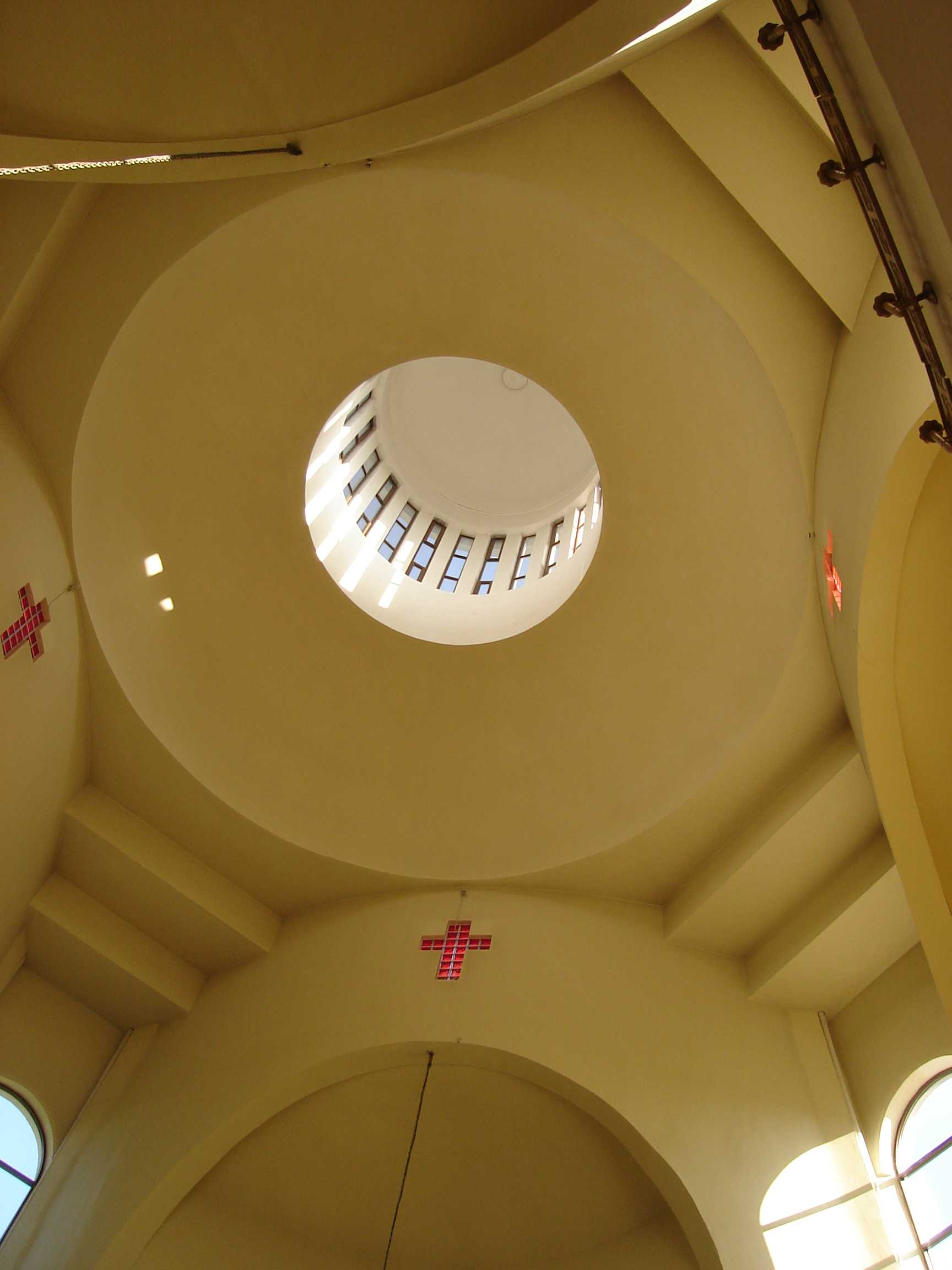
Спасо-Преображенський собор на Теремках. Конструкції завершення в інтер'єрі (2008)
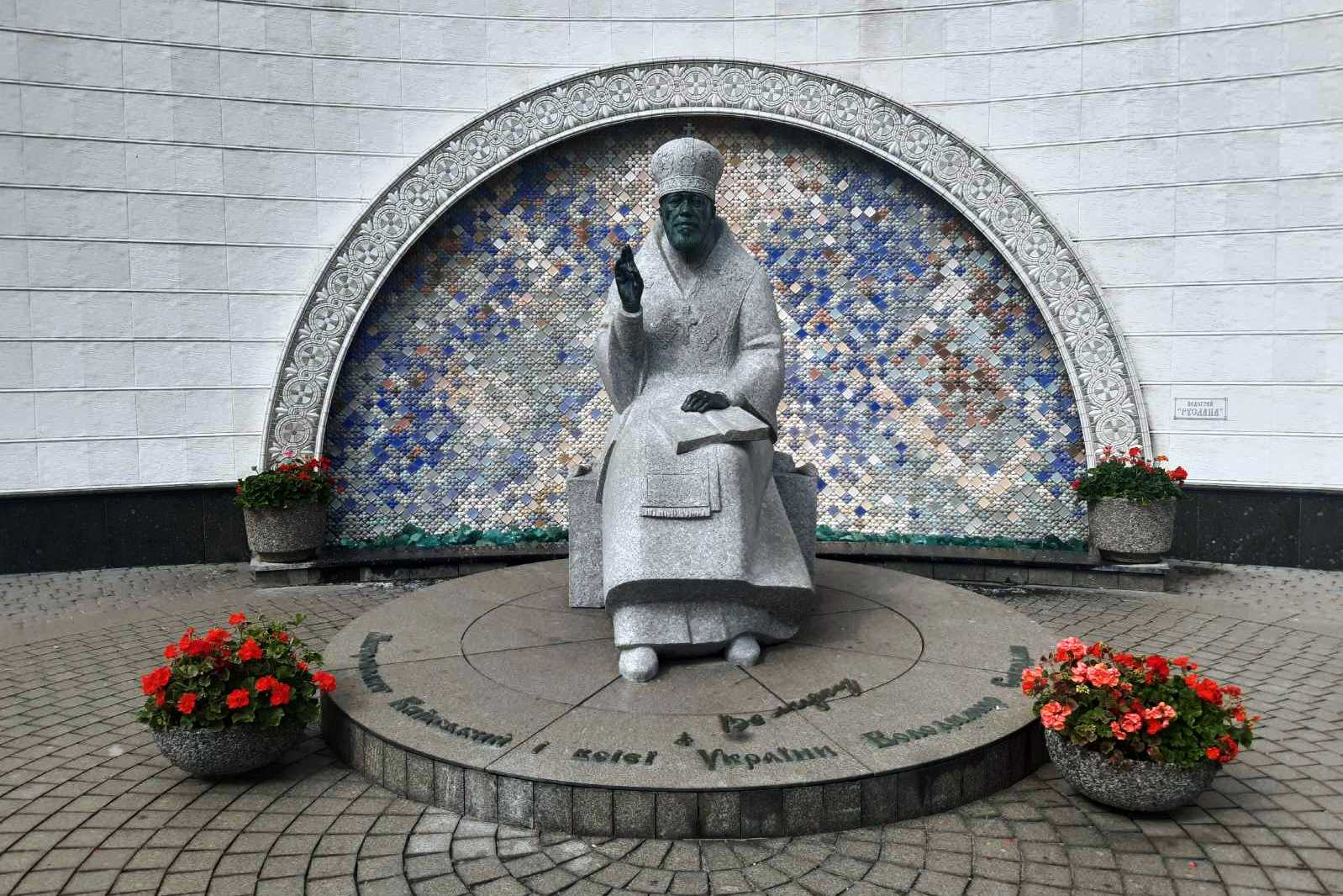
Пам'ятник Блаженнішому митрополиту Володимиру
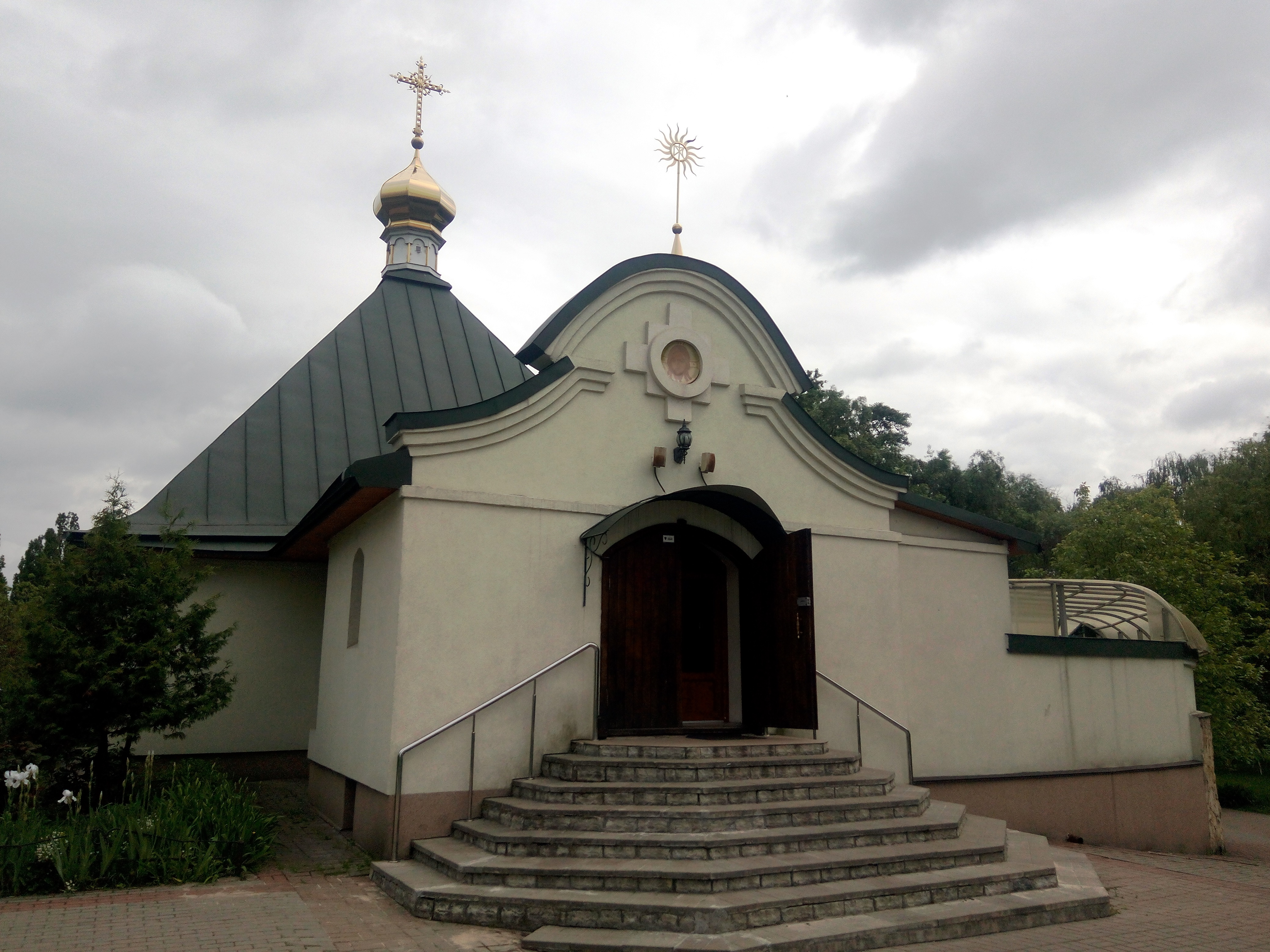
Єпархіальний Храм преподобного Стиліана Пафлагонського (ПЦУ)